# Ouvrage de Sentzich
L'ouvrage de Sentzich est un ouvrage fortifié de la Ligne Maginot, situé sur la commune de Cattenom, dans le département de la Moselle.
C'est un petit ouvrage d'infanterie, monobloc. Construit à partir de 1930, il a été épargné par les combats de juin 1940.

## Position sur la ligne
Faisant partie du sous-secteur d'Elzange dans le secteur fortifié de Thionville, l'ouvrage de Sentzich, portant l'indicatif A 16, est intégré à la « ligne principale de résistance » entre l'ouvrage du Galgenberg (A 15) au nord et un blockhaus RFM au sud, à portée de tir des canons des gros ouvrages du Galgenberg, du Kobenbusch (A 13) et du Métrich (A 17).
Ce petit ouvrage avait sous ses feux la route du Luxembourg à la sortie du village de Sentzich (rattaché à la commune de Cattenom depuis 1971).

## Description
L'ouvrage monobloc possède deux chambres de tir et une tourelle de mitrailleuses.
La chambre de tir flanquant vers le nord avec un créneau mixte pour JM/AC 37 (un jumelage de mitrailleuses et un canon antichar de 37 mm) est surmontée d'une cloche GFM (guetteur fusil-mitrailleur).
La chambre de tir flanquant vers le sud possède un créneau mixte pour un autre jumelage de mitrailleuses et un canon antichar de 37 mm, un autre créneau pour jumelage de mitrailleuses et une cloche GFM.
La petite usine de l'ouvrage de Sentzich était équipée de deux groupes électrogènes Baudouin de 36 chevaux.

## Équipage
L'ouvrage possédait un équipage de 66 hommes du 168e RIF, sous les ordres du lieutenant Langrand.

## Histoire
L'ouvrage appartient à la commune de Cattenom et est entretenu par une association.